# Jebel Marra
As montanhas Marrah ou montanhas Marra (Jebel Marra, em árabe: جبل مرة montanhas más) são uma cordilheira de picos vulcânicos criada por um maciço que atinge em alguns pontos mais de 3000m de altitude, no centro do Darfur, região do Sudão, especificamente na zona de Dar Zagahawa e áreas vizinhas.  
O mais alto ponto é a caldeira Deriba, o ponto mais alto do Sudão. A região tem clima temperado com alta precipitação e permanentes fontes de água.